# Emjay Anthony

Emjay Anthony (2016)

Emjay Anthony (* 1. Juni 2003 in Clearwater Beach, Florida) ist ein US-amerikanischer Schauspieler und Model.

## Leben
Emjay Anthony begann das Modeln mit vier Jahren, als er für Werther’s Candy ausgesucht wurde. Mit fünf Jahren zog er mit seinen Eltern nach Kalifornien, wo sie ursprünglich herkam. 2008 bekam er seine erste Rolle in Wenn Liebe so einfach wäre als Alec Baldwins Stiefsohn Pedro. Außerdem war Anthony 2012 in einer Episode von Grey’s Anatomy zu sehen. Für seinen Auftritt in dem CBS-Pilotfilm Applebaum wurde er 2013 für den Young Artist Award in der Kategorie Bester Nebendarsteller nominiert. 2014 war er in der Rolle von Percy, dem Sohn von Sofía Vergara und Jon Favreau, in Kiss the Cook – So schmeckt das Leben! zu sehen. Im gleichen Jahr übernahm er eine Nebenrolle als Adam Leon in der kurzlebigen Serie Rake.

## Filmografie
- 2009: Wenn Liebe so einfach wäre (It’s Complicated)
- 2012: Grey’s Anatomy (Fernsehserie, Episode 9x09)
- 2012: Applebaum (Fernsehfilm)
- 2013: The Mentalist (Fernsehserie, Episode 5x12)
- 2014: Kiss the Cook – So schmeckt das Leben! (Chef)
- 2014: Rake (Fernsehserie, 6 Episoden)
- 2015: Die Bestimmung – Insurgent (The Divergent Series: Insurgent)
- 2015: Incarnate
- 2015: Krampus
- 2016: Donald Trump’s The Art of the Deal: The Movie
- 2016: The Jungle Book (Stimme)
- 2016: Bad Moms
- 2017: Bad Moms 2 (A Bad Moms Christmas)
- 2018: Replicas (2018)
- 2020: Tales from the Loop (Fernsehserie, 1 Episode)